# Реєстр власників іменних цінних паперів
Реє́стр вла́сників іменни́х ці́нних папе́рів — складений реєстратором на певну дату список власників іменних цінних паперів та номінальних утримувачів; документальне підтвердження права власності акціонера на цінні папери.
Реєстратор — юридична особа-суб'єкт підприємницької діяльності, який одержав у встановленому порядку ліцензію на ведення реєстрів власників іменних цінних паперів.

Згідно із Законом України «Про Національну депозитарну систему та особливості електронного обігу цінних паперів в Україні» від 10 грудня 1997 р., депозитарна система складається з двох рівнів: нижній рівень — зберігачі, які ведуть рахунки власників цінних паперів, та реєстратори власників іменних цінних паперів;
верхній рівень — Національний депозитарій України і депозитарії, що ведуть рахунки для зберігачів і здійснюють кліринг та розрахунки за угодами щодо цінних паперів.
Таким чином, реєстратори є прямими учасниками депозитарної системи і здійснюють ведення реєстрів власників іменних цінних паперів. Ведення реєстрів є винятковою діяльністю суб'єктів підприємницької діяльності й не може поєднуватися з іншими видами діяльності, крім депозитарної.

## Моделі ведення реєстрів
В світовій практиці відомі дві основні моделі ведення реєстрів:
- «англо-американська», за якої ведення реєстрів, незалежно від форми випуску цінних паперів, здійснюють реєстратори (цю модель використовують у Росії);
- «німецька», за якої реєстратори відсутні, а всі питання інфраструктури фондового ринку розв'язують банки-зберігачі.

В Україні поширена специфічна модель, за якої реєстратори мають змогу вести реєстри власників документарних випусків цінних паперів.

## Нормативні визначення
Провідним нормативним актом, що регулює діяльність реєстраторів в Україні, є «Положення про порядок ведення реєстрів власників іменних цінних паперів», затверджене рішенням державної комісії з цінних паперів та фондового ринку (ДКЦПФР) від 17.10.2006 № 1000.
Цим положенням визначено такі основні поняття:
діяльність з ведення реєстрів власників іменних цінних паперів (реєстраторська діяльність) — це професійна діяльність на ринку цінних паперів, яка передбачає отримання дозволу Комісії й включає збирання, фіксацію, обробку, зберігання та надання даних, що становлять систему реєстру власників іменних цінних паперів, щодо іменних цінних паперів, їхніх емітентів та власників, а також виконання інших функцій, визначених цим Положенням;
реєстр власників іменних цінних паперів — перелік за станом на певну дату власників і номінальних утримувачів іменних цінних паперів та іменних цінних паперів, які обліковуються на їхніх особових рахунках, що є складовою системи реєстру й уможливлює ідентифікацію цих власників, кількість, номінальну вартість та вид належних їм іменних цінних паперів. На дату обліку має складатися паперова копія реєстру, що містить інформацію про всіх власників іменних цінних паперів, зокрема й тих, які обліковуються в номінальних утримувачів;
реєстратор — юридична особа, що має дозвіл на ведення реєстрів власників іменних цінних паперів;
реєстроутримувач — емітент, що має дозвіл на ведення реєстру власників випущених ним іменних цінних паперів, або реєстратор, зберігач активів інституту спільного інвестування або компанія з управління активами корпоративного інвестиційного фонду відкритого типу;
система реєстру власників іменних цінних паперів — сукупність даних, зафіксованих у паперовій та/або безпаперовій формі (у вигляді записів в електронних базах даних), що забезпечує ідентифікацію зареєстрованих у цій системі власників, номінальних утримувачів, заставодержателів та емітента, а також іменних цінних паперів, зареєстрованих на їхнє ім'я, облік усіх змін інформації щодо вищевказаних осіб та цінних паперів, одержання й надання інформації цим особам і складання реєстру власників іменних цінних паперів.

## Діяльність реєстраторів
Необхідність у послугах реєстратора виникає від моменту реєстрації емісії цінних паперів у ДКЦПФР (або її регіональних структурах). Договір на ведення реєстру власників іменних цінних паперів емітент може укласти лише з одним реєстратором. Вибір реєстроутримувача ухвалюють загальні збори емітента. Емітент іменних цінних паперів, у разі, якщо кількість власників випущених ним іменних цінних паперів не перевищує п'ятисот осіб, має право самостійно вести систему реєстру цих власників за наявності у нього дозволу на ведення реєстру власників його іменних цінних паперів.
Згідно з, реєстроутримувач — емітент, що має ліцензію на ведення реєстру власників випущених ним іменних цінних паперів, або реєстратор, зберігач активів інституту спільного інвестування або компанія з управління активами корпоративного інвестиційного фонду відкритого типу.

## Інформація, яку містить Реєстр
Реєстр власників іменних цінних паперів, зокрема, містить інформацію про:
- емітента;
- інформацію про реєстратора;
- інформацію про випуск (категорію) цінних паперів, для якого складено реєстр;
- інформацію про власників іменних цінних паперів, зареєстрованих у системі реєстру;
- інформацію про номінальних утримувачів;
- інформацію про власників іменних цінних паперів — клієнтів номінальних утримувачів;
- інформацію про іменні цінні папери, які обліковуються на особовому рахунку емітента.

## Форма ведення Реєстру
Реєстр власників іменних цінних паперів ведеться при документарній формі випуску. Відповідно до Закону України П"ро Національну депозитарну систему та особливості електронного обігу цінних паперів в Україні" реєстр власників іменних цінних паперів — складений реєстратором на певну дату список власників іменних цінних паперів та номінальних утримувачів. Для ведення реєстру власників відкриваються особові рахунки, на яких облікуються цінні папери.
За аналогією з Законом України «Про банки і банківську діяльність» (2121-14) банки відкривають рахунки клієнтам.
Інформація щодо діяльності та фінансового стану клієнта, яка стала відомою банку у процесі обслуговування клієнта та взаємовідносин з ним чи третім особам при наданні послуг банку і розголошення якої може завдати матеріальної чи моральної шкоди клієнту, є банківською таємницею.
Тобто надання реєстру власників іменних цінних паперів, якщо необхідно перевірити рахунок конкретної юридичної або фізичної особи, рівноцінно представленню переліку усіх клієнтів банку з зазначенням суми.

## Нормативне регулювання діяльності Реєстру
- Цивільний кодекс України № 435-ті від 16.01.2003 року;
- Господарський кодекс України № 436-15 від 16.01.2003 року;
- Закон України «Про Національну депозитарну систему і особливості електронного обігу цінних паперів в Україні» № 710/97-ВР від 10.12.1997 року;
- Закон України «Про державне регулювання ринку цінних паперів в Україні» № 448/97-ВР від 30.10.1996 року;
- Закон України «Про цінні папери і фондову біржу» № 1201-ХІІ від18.06.1991 року;
- Закон України «Про господарські товариства» № 1576-ХІІ від 19.09.1991 року;
- Закон України «Про нотаріат» № 3425-ХІІ від 02.09.1993 року;
- Закон України «Про виконавче провадження»;
- Закон України «Про Антимонопольний комітет України» № 3659-ХІІ від 26.11.1993 року;
- Закон України «Про запобігання і протидію легалізації (відмиванню) доходів, отриманих злочинним шляхом» № 249-ті від 28.11.2002 року;
- Постанова Кабінету Міністрів України і Національного банку України № 140 від 29 січня 2003 р. «Про затвердження Програми протидії легалізації (відмиванню) доходів, отриманих злочинним шляхом, на 2003 рік»;
- «Про термін дії паспортів громадянина України, що оформлені з використанням бланків паспортів колишнього Союзу РСР», затверджено постановою Кабінету Міністрів України № 79 від 24.01.2002 року;
- «Інструкція про проведення виконавчих дій», затверджено наказом Міністерства юстиції України № 74/5 від 15.12.1999 року;
- «Інструкція про порядок здійснення нотаріальних дій нотаріусами України», затверджена наказом Міністерства юстиції України № 20/5 від 03.03.2004 року;
- «Положення про порядок представлення заяв до органів Антимонопольного комітету України про надання дозволу на погоджені дії суб'єктів господарювання», затверджено розпорядженням Антимонопольного комітету України № 26-р від 12.02.2002 року;
- «Положення про порядок представлення заяв до Антимонопольного комітету України про попереднє одержання дозволу на концентрацію суб'єктів господарювання (Положення про концентрацію)», затверджене розпорядженням Антимонопольного комітету України № 33-р від 19.02.2002 року;
- «Ліцензійні умови провадження професійної діяльності на ринку цінних паперів», затверджене рішенням ДКЦПФР № 60 від 14.03.2001 р., зареєстрований у Міністерстві юстиції України 06.04.2001 р. за № 318/5509 (з наступними змінами і доповненнями);
- Положення про порядок ведення реєстрів власників іменних цінних паперів, затверджене рішенням ДКЦПФР № 1000 від 17.10.2006 року, зареєстровано в Міністерстві юстиції 22 січня 2007 р. за N 49/13316 (з наступними змінами і доповненнями);
- «Положення про вимоги до сертифікатів цінних паперів, випущених у документарній формі», затверджене рішенням ДКЦПФР № 95 від 31.07.1998 року (з наступними змінами і доповненнями);
- «Інструкція про порядок видачі, обліку, збереження і знищення бланків сертифікатів іменних цінних паперів», затверджене рішенням ДКЦПФР № 156 від 30.07.1999 року (з наступними змінами і доповненнями);
- «Про встановлення максимального розміру тарифу на послуги реєстраторів», затверджене рішенням ДКЦПФР № 132 від 30.06.1999 року;
- «Про встановлення максимального розміру тарифу на послуги реєстраторів», затверджене рішенням ДКЦПФР № 246 від 04.10.2002 року (з наступними змінами і доповненнями).
- «Положення про сертифікацію осіб, що здійснюють професійну діяльність з цінними паперами в Україні», затверджене рішенням ДКЦПФР № 93 від 29.07.1998 року (з наступними змінами і доповненнями);
- «Положення про складання адміністративних даних щодо здійснення діяльності з ведення реєстрів власників іменних цінних паперів і представлення відповідних документів до Державної комісії з цінних паперів і фондового ринку», затверджене рішенням ДКЦПФР № 290 від 24.06.2003 року (з наступними змінами і доповненнями);
- «Положення про здійснення фінансового моніторингу інститутами загального інвестування, фондовими біржами й іншими професійними учасниками ринку цінних паперів», затверджене рішенням ДКЦПФР № 359 від 13.08.2003 року.